# 神保巴
神保 巴（じんぼ ともえ、11月16日 - ）は、日本の女性声優。千葉県出身。イエローテイル所属。

## 出演作品

### ゲーム
- アンジェリーク 魔恋の六騎士
- 源狼 GENROH（二位の尼[1]）
- 出撃!! 乙女たちの戦場2〜天翔ける衝撃の絆〜（喜虎 琴美[2]、エンヴィー[3]、プライド[4]、シモン[5]）
- 真・マスターオブモンスターズ（アマゾネス）
- 新大戦略バトルオブソルジャー（イリーナ）
- 戦極姫3〜天下を切り裂く光と影〜※PSP版（佐竹義重、直江兼続）
- 不確定世界の探偵紳士 〜悪行双麻の事件ファイル〜
- 萌え萌え2次大戦（略）[Chu〜♪]（ルーデル、ルリ）
- 萌え萌え大戦争☆げんだいばーんシリーズ（シエラ、レヴィーレ）
  - 萌え萌え大戦争☆げんだいばーん
  - 萌え萌え大戦争☆げんだいばーん+
  - 萌え萌え大戦争☆げんだいばーん 3D[6]
  - 萌え萌え大戦争☆げんだいばーん++
- つよきす3学期
- 碧空のグレイス
- X・A・O・C ～ザオック～
- 忍び、恋うつつ
- LOVELY QUEST -Unlimited-（藤井柚菜）
- サウザンドメモリーズ ～千の絆と一太刀の裏切り～
- 限界凸記 モエロクロニクル（スキュラ、ワルキューレ、ケンタウロス）
- 戦極姫5～戦禍断つ覇王の系譜～※PS Vita版（直江兼続、毛利元就、冷泉隆豊）
- 華ヤカ哉、我ガ一族 黄昏ポウラスタ
- 熱血異能部活譚 Trigger Kiss
- 忍び、恋うつつ －雪月花恋絵巻－
- I DOLL U（アイドールユー）
- KLAP!! ～Kind Love And Punish～
- 九十九姫（干将、天照）
- 刺青の国（杉並区、荒川区、葛飾区）
- 萌え萌え2次大戦(略)3（ルリ、イヨ、ひえん、アリス＆クラレンス）
- 限界凸起 モエロクリスタル（スキュラ、ワルキューレ、ケンタウロス）
- 【18】 キミト ツナガル パズル（壊獣の魔女）
- BAD APPLE WARS
- ビーナスイレブンびびっど！（レイルージュ）
- オルタナティブガールズ（レディ・シャークス）
- ひめがみ絵巻（茨木童子）
- 神凪ノ杜 妖狐奇譚
- 神凪ノ杜 五月雨綴り
- BLAZBLUE CROSS TAG BATTLE
- 萌え戦（ルリ、イヨ、ひえん、アリス＆クラレンス、レヴィーレ）

### ドラマCD
- 俺がオマエを守る（店員）
- 年上彼氏。やんわりＳの兄編（仲居）
- 七怪家族　第六巻　いおり

### 吹き替え
- 幸せになるための10のバイブル
- 大秦帝国
- 三国志 three kingdoms（糜夫人）
- マイスウィートソウル（イ・スア、ヒョンミ）

### アニメ
- おあむ物語 その夏、わたしが知ったこと（2018年）

### オーディオブック
- 世界恐怖旅行
- 悪魔とのおしゃべり